# Afrowithius paradoxus
Afrowithius paradoxus är en spindeldjursart som först beskrevs av Edvard Ellingsen 1912.  Afrowithius paradoxus ingår i släktet Afrowithius och familjen Withiidae. Inga underarter finns listade i Catalogue of Life.